# Galleria Mazzini
La Galleria Mazzini es una galería comercial cubierta situada en el centro de Génova (Liguria, Italia), cerca del Teatro Carlo Felice y de la Piazza De Ferrari. Dedicada al patriota Giuseppe Mazzini, discurre en paralelo a la Via Roma, junto a la cual fue construida entre 1870 y 1880 siguiendo el modelo de los famosos passages de París y de la Galería Víctor Manuel II de Milán. Es un ejemplo de la llamada arquitectura en hierro.
Destino habitual del paseo de la tarde para una rápida pizza o un aperitivo, en marzo y abril (período de Pascua) y en diciembre (aproximadamente del 7 al 24) es sede desde 1926 de la Feria del Libro, creada por los históricos propietarios de puestos Michele Amilcare Tolozzi, Giacomo Bertoni, Italo Muccini y Libera Traverso. Además, el cuarto miércoles y jueves de cada mes se celebra en ella la Feria de Antigüedades.

## Historia

### Construcción e inauguración

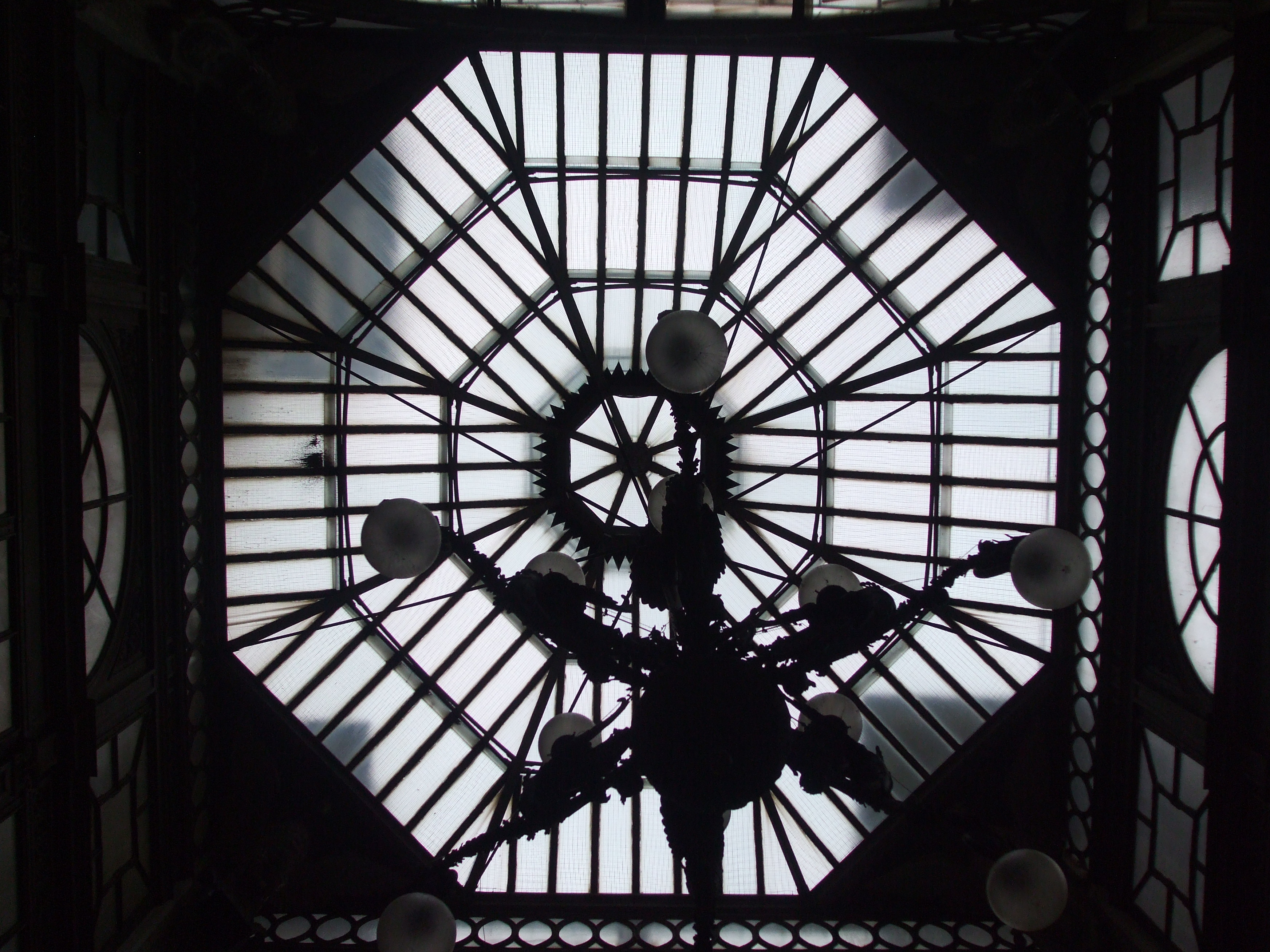
Las cúpulas de vidrio que forman parte de la cubierta de la Galleria Mazzini.

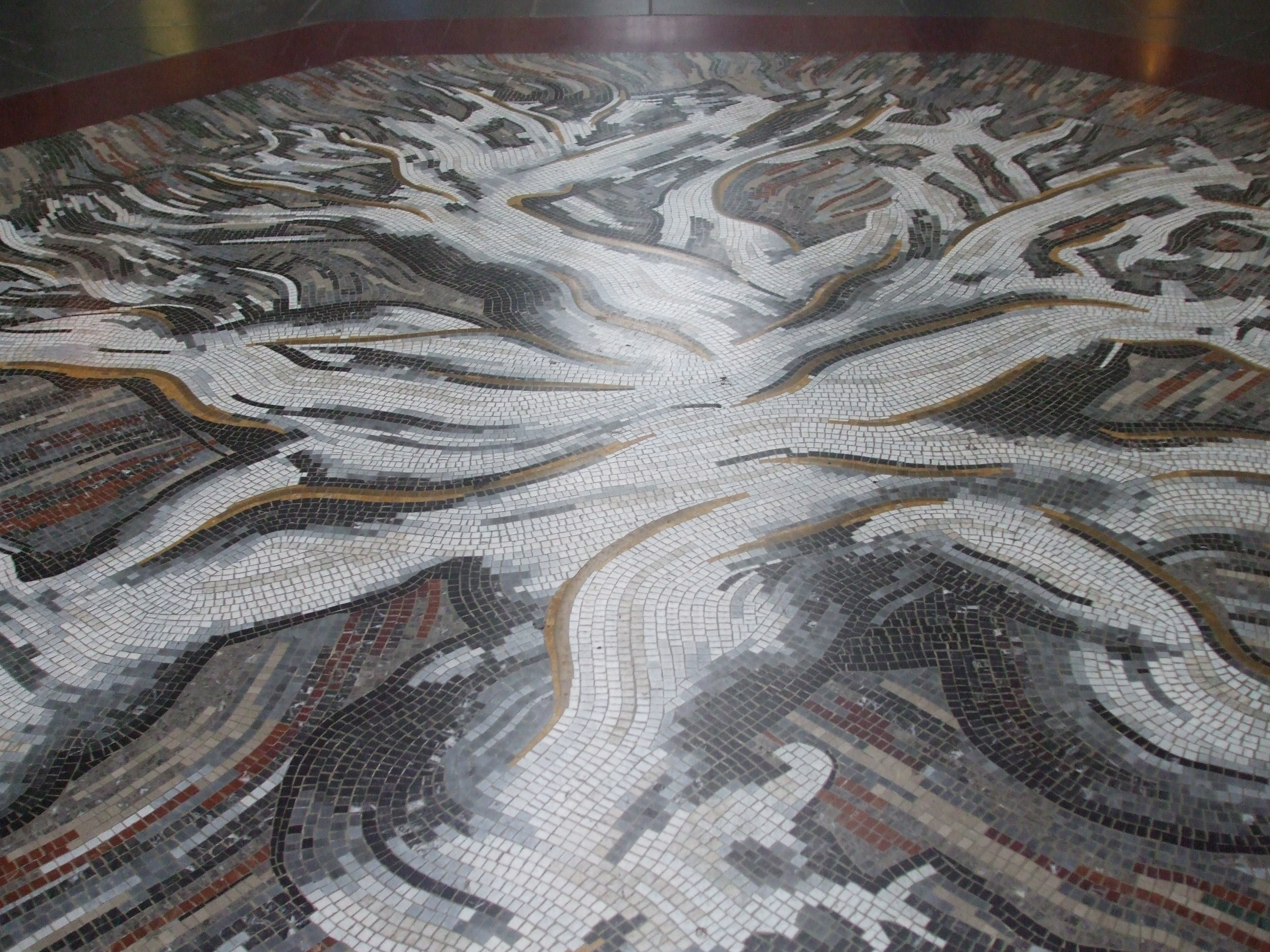
Mosaico de la Galleria Mazzini.

La galería fue construida tras la apertura del segundo tramo de la Via Assarotti, arteria que fue construida en dos fases: un primer eje viario a partir de 1853 y posteriormente un segundo, más abajo, que corresponde a la actual Via Roma. Concluido el primer tramo rectilíneo de la Via Assarotti en la década de 1850, en ejecución del plan urbanístico de Carlo Barabino de 1825, esta se completaba con una segunda calle rectilínea que prolongaba el primer tramo entrando en el corazón del centro histórico, terminando en la Piazza San Domenico (nombre cambiado en la década de 1870 por Piazza De Ferrari).
Para ejecutar este segundo tramo de la Via Assarotti se allanó parte de la colina de Piccapietra. Además, empezando desde la parte posterior del Teatro Carlo Felice (el Teatro dell'Opera, proyectado por Carlo Barabino y terminado en 1828), se demolieron la iglesia y el convento de San Sebastiano, el conservatorio de San Giuseppe, el oratorio de San Giacomo delle Fucine y lo que quedaba del convento de San Domenico. Los hermanos Bonino asumieron la ejecución de las obras el 25 de julio de 1871. El proyecto se convirtió en definitivo pese a los intentos por desviar el recorrido rectilíneo de la calle con el objetivo de salvar la antigua iglesia de San Sebastiano (la propuesta de salvar este complejo monumental con un desvío en curva estaba patrocinada por un grupo de artistas, arquitectos y restauradores del que formaban parte Maurizio Dufour y Alfredo d'Andrade). Además de los conventos, se demolió un tramo del acueducto medieval de Génova que, siguiendo el recorrido de las murallas de Barbarossa, atravesaba la Salita di Santa Caterina.
Detrás de los edificios de este segundo tramo de la Via Assarotti-Via Roma se proyectó una segunda hilera de edificios y, entremedias, una suntuosa galería de paso con una cubierta de vidrio, la Galleria Mazzini. El real decreto de 26 de julio de 1874 declaró de utilidad pública estas segundas obras, que llevaron a la apertura de la Galleria Mazzini. En cuanto a su nombre, se le otorgó el actual superando las objeciones al nombre de Mazzini formuladas por el partido católico.
Así, las obras de la Galleria Mazzini empezaron el 26 de julio de 1874 y terminaron en 1876 con la colocación de los accesorios de bronce, fundidos en Berlín: bajo la cúpula, los cuatro Jano (divinidad romana antigua símbolo de Génova), de bronce dorado, y, por debajo de estos, las cuatro lámparas de bronce con el escudo de la ciudad.

### Entre los siglosxixyxx
La Génova de la época vivió la inauguración como un gran suceso debido a las vidrieras centelleantes, a las lámparas de bronce y a las grandes cúpulas de vidrio a través de las cuales la galería recibía iluminación natural. Considerada suntuosa y lujosa, la Galleria Mazzini se convirtió en lugar de encuentro de intelectuales y personalidades ilustres en el siglo xix, con sus locales refinados y elegantes.

### La reapertura del Teatro Carlo Felice
El vacío dejado por el Teatro Carlo Felice tras los bombardeos de la Segunda Guerra Mundial y su demolición para construir los cimientos del nuevo teatro, cuya fase de diseño se prolongó hasta la década de 1980, oscureció durante un tiempo el papel de la Galleria Mazzini. El teatro fue reconstruido según el proyecto de Aldo Rossi e Ignazio Gardella en 1992. Su reapertura en la década de 1990 dio una nueva vitalidad a la Galleria Mazzini.

### La repavimentación
A principios de la década de 1990, con ocasión de la renovación de los edificios y de los lugares más emblemáticos de la ciudad para la Exposición Internacional de 1992, la Galleria Mazzini fue repavimentada, retirando las originales losas de piedra de la década de 1870 y sustituyéndolas con otras de cemento comprimido de composición moderna con la superficie pulida.
Las losas anteriores fueron donadas por el entonces alcalde de Génova, Romano Merlo, al Ayuntamiento de Pontremoli, que las utilizó para repavimentar con piedras de época las dos plazas principales del centro histórico.
Con ocasión de la cumbre del G8 celebrada en Génova en 2001, el pavimento de la Galleria Mazzini fue enriquecido con la inserción, en correspondencia con las cúpulas de vidrio, de cuatro grandes mosaicos octogonales de mármol y latón, realizados por el maestro Lino Reduzzi según los bocetos de Francesco Somaini.

## Locales históricos de la Galleria Mazzini

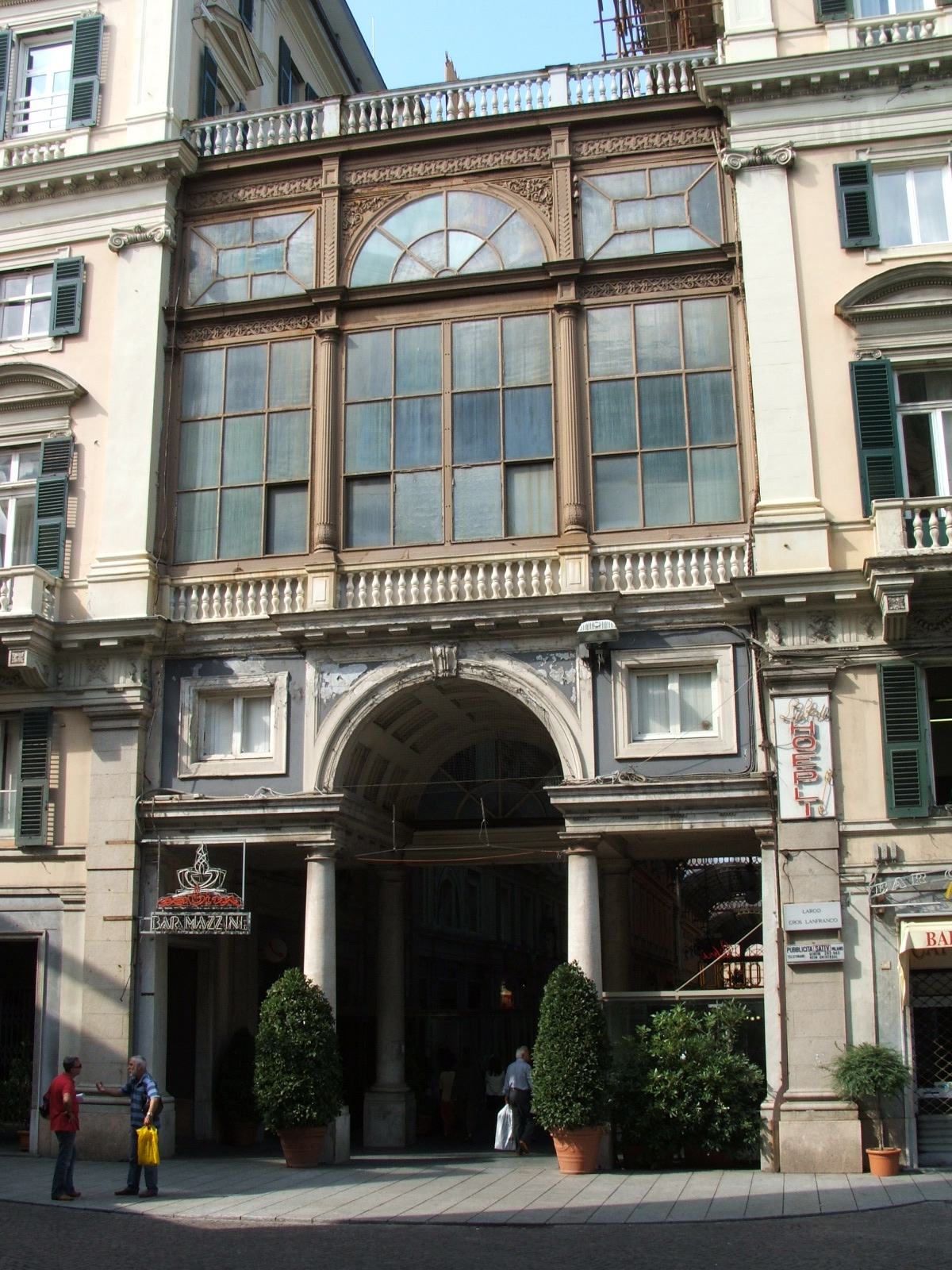
La entrada de la Galleria Mazzini desde la Via Roma.

- Ristorante della Posta: regentado por Pippo Luce. Situado en el primer edificio tras la entrada desde el Teatro Carlo Felice, con entresuelo sobre la planta baja. Fue frecuentado por los artistas del teatro de la ópera (el Carlo Felice), como Paganini, Alcazar o Verdi. También lo frecuentaron Pietro Mascagni, Giacomo Puccini, Ermete Zacconi, Angelo Musco, Maria Maresca y Mimì Aguglia cuando estaban de paso en Génova para sus representaciones. Aquí se produjo un homicidio culposo en 1903: el poeta Alessandro Giribaldi entró en una pelea con otros intelectuales de una mesa contigua, en el alboroto perdió las gafas, y en el tumulto dio una puñalada mortal a otro; absuelto finalmente en el proceso, en los diez meses que pasó en prisión compuso los Canti del prigioniero.
- Birreria Zolezi: inaugurada en 1877, en ella se realizaban conciertos de música melódica. Albergó la primera orquesta formada únicamente por mujeres, proveniente de Viena. Allí dieron sus espectáculos Lina Cavalieri y Elvira Donnarumma, llamadas por invitación.
- Caffè Bardi: frecuentado por los republicanos mazzinianos históricos, de los cuales habla Ernesto Morando.
- Carlin Pescia, llamado Pippo: frecuentado por los periodistas genoveses Pietro Guastavino, Luigi Becherucci, Luigi Dameri, Williy Diaz, Mario Maria Martini, Luigi Campolonghi, Camilla Bisi y Flavia Steno.
- Il Semeria e il Viennese: aquí se vendían flores para ponerlas en la ropa.
- Caffè Roma: a finales del siglo xix y a principios del xx era un importante punto de encuentro de Génova. Lo frecuentaron Ceccardo Roccatagliata Ceccardi, el escultor Messina, Salvatore Quasimodo de joven, el marqués Ettore De Katt, Pipein Gamba (dibujante, que residía en el n.° 3 de la Galleria Mazzini), Ugo Nebbia, Jack La Bolina, el capitán Francesco Ansaldo; los republicanos Anton Giulio Barrili, Stefano Canzio (garibaldino de la Expedición de los Mil, hijo de Michele Canzio y yerno de Giuseppe Garibaldi), Gandolin (conocido periodista genovés), el arquitecto Orlando Grasso (autor de la tumba de Mazzini en el cementerio monumental de Staglieno y de los pórticos neogóticos de la Via XX Settembre) y el garibaldino Antonio Burlando (participante en la Expedición de los Mil); los periodistas Giuseppe Canepa, Carlo Panseri, Mario Maria Martini, Pierangelo Baratono y Umberto Cavassa; los poetas Eugenio Montale, Camillo Sbarbaro y Guido Gozzano; el escultor Bassano y Giuseppe De Paoli.
- La librería Moderna de Giovanni Ricci, frecuentada por Edmondo De Amicis, Paolo Bourget, Orazio Raimondo, Salvator Gotta, Carlo Pastorino, Giovanni Monleone, Mario Malfettani, Giovanni Ansaldo, Arturo Salucci, Edoardo Firpo y Nicolò Bacigalupo. Esta librería, uno de los principales lugares de encuentro de la scapigliatura (un movimiento literario) local, fue elegida como domicilio literario por Ceccardo Roccatagliata Ceccardi, a quien sucedió Federico Donaver. Aquí, en 1898, nació la amistad literaria entre los jóvenes Alessandro Giribaldi, Alessandro Varaldo y Gian Pietro Lucini, en el ámbito de una poesía simbolista de finales de siglo. El interés por las novedades llevó de la literatura al socialismo y Lerda dio a la actividad de su casa editorial un rumbo socialista. Por ello, se publicaron textos de Émile Vandervelde, Karl Kautsky, Karl Marx, Fernando Valera y Arturo Salucci (de él la Libreria Moderna publicó Il crepuscolo del socialismo de 1910).
- La Galleria Mazzini también es sede de la Giovine Orchestra Genovese (GOG), una organización sin ánimo de lucro fundada en 1912 por el padre Giovanni Semeria que organiza, produce y promociona conciertos de música de cámara.[4] Desde 1991, la GOG realiza sus actuaciones en el Teatro Carlo Felice. Sus temporadas de conciertos pueden presumir de contar con nombres destacados como Uto Ughi, Maurizio Pollini, Yevgueni Kisin, Grigory Sokolov y Bruno Canino (que fue director artístico de la organización entre 1986 y 1995), entre otros.